# نوید فرح‌مرزی
نوید فرح‌مرزی (زاده ۷ مرداد ۱۳۵۱ - تهران) چهره‌پرداز و طراح صحنه و لباس اهل ایران است. وی عضو شورای مرکزی انجمن چهره‌پردازان خانه سینما بوده است.

## فیلم‌شناسی

### طراح چهره‌پردازی
- روزهای سرنوشت (۱۳۹۵)
- شیوع (۱۳۹۴)
- چند متر مکعب عشق (۱۳۹۲)
- شاباش (فیلم) (۱۳۹۱)
- بی‌خود و بی‌جهت (۱۳۹۰)
- میگرن (فیلم) (۱۳۹۰)
- یک خانواده محترم (۱۳۹۰)
- خواب‌های دنباله‌دار (۱۳۸۸)
- هیچ (۱۳۸۸)

### طراح صحنه،لباس و گریم
- هشتگ خاله سوسکه (۱۳۹۷)

### چهره‌پرداز
- آدم آهنی (۱۳۹۱)
- اسب حیوان نجیبی است (۱۳۸۹)
- شمعی در باد (۱۳۸۲)
- دختر ایرونی (۱۳۸۱)
- عشق فیلم (۱۳۸۱)
- بوی گل سرخ (۱۳۸۰)
- نیمه پنهان (۱۳۸۰)
- زیر پوست شهر (۱۳۷۹)
- دختران خورشید (۱۳۷۸)
- عشق + ۲ (۱۳۷۷)